# Passiv indkomst
Passiv indkomst er indkomst som bliver tjent automatisk og som kræver en minimal arbejdsindsats at tjene eller vedligeholde, modsat en indkomst som almindelig løn, som kun bliver udbetalt, når man arbejder. Passiv indkomst kan en stor hjælp til at skabe ekstra eller alternative pengestrømme, og det kan være en del til at opnå økonomisk uafhængighed.
Eksempler på passiv indkomst tæller udleje, renter fra crowdlending, udbytte fra værdipapirer eller enhver erhversaktivitet, der ikke involverer direkte fysisk eller materiel involvering som f.eks. salg af en bog eller et online videokursus. Det amerikanske Internal Revenue Service opdeler indkomst i tre kategorier; aktiv indkomst, passiv indkomst og porteføljeindkomst. Porteføljeindkomst stammer fra investeringer som dividender, renter, kapitalgevinster og royalties.
Ofte vil det tage lang tid at opbygge passiv indkomst; i nogle tilfælde kræver det en stor indgangsinvestering at komme i gang ved f.eks. ved investering i en udlejningsejendom, eller det kan være mange mindre investeringer over en lang periode i aktier eller lign.